# ピアノ五重奏曲 (シューマン)
ピアノ五重奏曲（ピアノごじゅうそうきょく）変ホ長調作品44（独：Klavierquintett Es-Dur op.44）は、ロベルト・シューマンの代表的な室内楽作品である。ピアノと弦楽四重奏（2本のヴァイオリン、ヴィオラ、チェロ）のために書かれており、本作の編成は以降作曲されたピアノ五重奏曲のスタンダードとなった。
妻のクララ・シューマンは「力と初々しさのみなぎった作品」「きわめて華やかで効果的」と評し、クララとの結婚で得られた幸福な生活を反映しているともされる。豊かなイメージと確かな構想をあわせもち、入念に構成されていながらも親しみやすい作品で、バッハから学んだ対位法も巧みに用いられている。

## 背景
この作品は、『室内楽の年』として知られる1842年の9月から10月にかけてのわずか数週間のうちに作曲された。試演や手直しを経て1843年9月に出版され、クララに献呈している。ごく初期にピアノ四重奏曲ハ短調（1829年、未完）を手掛けたあと、あらためて1836年ごろから室内楽の分野に興味を持っていたシューマンは、1840年の歌曲、1841年の管弦楽作品に続いてこのジャンルに集中し、同年中に3曲の弦楽四重奏曲やピアノ四重奏曲なども作曲している。
初演は1843年1月8日、ライプツィヒにて行われ、クララ・シューマンがピアノを担当した。日本初演は1907年12月14日、東京の奏楽堂にて。R.v.コイベル（ピアノ）、アウグスト・ユンケル、H.ハイドリッヒ（ヴァイオリン）、幸田延（ヴィオラ）、ハインリヒ・ヴェルクマイスター（チェロ）による。

## 形式
典型的な4楽章構成で書かれている。
1. Allegro brillante　変ホ長調、2/2拍子、ソナタ形式。力強く輝かしい第1主題と柔らかく優雅な第2主題からなり、2つの主題が巧みに扱われていく[8]。
2. In modo d'una marcia. Un poco largamente　ハ短調、2/2拍子。ロンド形式で、葬送行進曲風の楽章である[8]。
3. Scherzo: Molto vivace　変ホ長調、6/8拍子。スケルツォ。2つのトリオをもつ形で書いており、第1トリオの旋律は第1楽章の第2主題との関連がある[8]。
4. Allegro ma non troppo　変ホ長調、2/2拍子。自由なソナタ形式。ハ短調とト短調を行き来しながら始まり、結尾において、終楽章の主題ともに第1楽章の主題が壮麗なニ重フーガで組み合わされて全曲を統一する[9][8]。

## 受容
シューマンの室内楽曲の中では演奏される機会は多く、人気も高い。クララはこの作品を重要なレパートリーとし、シューマンに批判的だったフリードリヒ・ヴィークやワーグナーも好意的に接している。
しかしかつてシューマンに室内楽曲の作曲を勧めたリストは、この曲をシューマンの家で聴いたが全く気に入らなかったらしく、アカデミックすぎるとして「ライプツィヒ風」と批判している。亡くなっていたメンデルスゾーンのことも批判したリストの発言にシューマンは憤慨して席を立ち、疎遠となったが、のちに二人は和解している。

## 関連文献
- Daverio, John. “'Beautiful and Abstruse Conversations': The Chamber Music of Schumann.” Nineteenth-Century Chamber Music. Ed. Stephen E. Hefling. New York: Schirmer, 1998: 208–41.
- Nelson, J.C. ‘Progressive Tonality in the Finale of the Piano Quintet, op.44 of Robert Schumann’. Indiana Theory Review, xiii/1 (1992): 41–51.
- Wollenberg, Susan. ‘Schumann's Piano Quintet in E flat: the Bach Legacy’, The Music Review, lii (1991): 299–305.
- Westrup, J. ‘The Sketch for Schumann's Piano Quintet op.44’, Convivium musicorum: Festschrift Wolfgang Boetticher. Ed. H. Hüschen and D.-R. Moser. Berlin, 1974: 367–71.
- Tovey, D.F. Essays in Musical Analysis: Chamber Music. London: Oxford, 1944: 149–54.